# 井汲卓一
井汲 卓一（いくみ たくいち、1901年4月1日 - 1995年7月25日）は、日本の経済学者、東京経済大学学長。

## 経歴
出生から修学期
1901年、滋賀県で生まれた。旧制東京府立第一中学校、旧制第一高等学校を経て、東京帝国大学医学部に進学。しかし東京帝国大学文学部に転学して卒業。
大学卒業後(戦前)
卒業後は、富山高等学校講師となり赴任。翌1925年に教授となったが、1927年に京大事件に連座したとして富山高等学校を辞職した。その後、同年中に日本大学講師となって、1929年まで在職した。
1928年9月、産業労働調査所の所員となった。1931年4月に検挙されたが保釈され、その後岩波書店における『日本資本主義発達史講座』の編集作業に参画し、羽仁五郎、大塚金之助と知り合った。1933年9月、産業労働調査所の「大弾圧」の際に逮捕された。1936年には治安維持法違反により、懲役1年の刑が確定した。
1938年、理研産業団富国工業株式会社に入社。同年中に調査課長となり、1945年12月まで在職した。戦時体制下であった当時、理研には、大河内信威（小川信一）の配慮から左翼前歴者が少なからず職を得ており、井汲はその代表的な存在であった。この間には、1940年に理研の業務で中国大陸に出張した際に天然痘に罹患した。
太平洋戦争後
戦後は、日産協・経団連事務局や国民経済研究会嘱託などを経て、1955年に高崎市立短期大学教授となった。1958年12月に東京経済大学教授となった。1962年、学位論文『現代資本主義と景気循環 : 戦後の恐慌と循環に関する理論的研究』を九州大学に提出して経済学博士の学位を取得した。
1966年より東京経済大学経済学部長。1967年1月に東京経済大学学長職務代行となり、4月に学長に就任した。以降1976年に退任するまで3期9年の任期を務めた。
1978年に、社会民主連合の地方組織として東京都社会民主連合が結成された際には、その代表となった。1995年に死去。

## 研究内容・業績
景気循環論、国家独占資本主義論の論客として知られ、その主張は、「井汲理論」、ないしは、今井則義の名を加えて「今井、井汲理論」と称され、構造改革論の論理的支柱と評された。

## 著作
著書
- 『日本資本主義論』くれは書店 1948
- 『戦後恐慌論』時事通信社 1950
- 『戦後景気循環の研究』日本評論新社 1956
- 『現代の資本主義』理論社 1957
- 『現代資本主義と景気循環』日本評論新社 1961
- 『国家独占資本主義論』現代の理論社 1971